# Ráng đại thanh
Ráng đại thanh (danh pháp khoa học:Acrostichum speciosum) là một loài thực vật có mạch trong họ Pteridaceae. Loài này được (Fée) C. Presl miêu tả khoa học đầu tiên năm 1825.